# Catharsius pithecius
Catharsius pithecius är en skalbaggsart som beskrevs av Fabricius 1775. Catharsius pithecius ingår i släktet Catharsius och familjen bladhorningar. Inga underarter finns listade.